# Solosuchiapa
Solosuchiapa é um município do estado do Chiapas, no México. A população do município calculada no censo 2005 era de 7.900 habitantes.